# فوتبال در یمن
فوتبال پرطرفدارترین ورزش در یمن است. این ورزش در این کشور توسط اتحادیه فوتبال یمن اداره می‌شود. این نهاد تیم ملی فوتبال یمن و همچنین لیگ یمن را اداره می‌کند.